# 久米正雄
久米正雄（1891年11月23日—1952年3月1日），俳号，是日本小說家與劇作家，出生於日本長野縣上田市。以芥川龙之介亲密好友的身份为大众所周知。当年二人一起投入漱石门下时，久米比芥川更得老师器重。久米是漱石门下惟一的“流行作家”。小說家永井龍男亦是其妻子的妹夫。其子久米昭二為NHK娛樂節目導演，妻子是女演員音羽美子。

## 家族
父親由太郎是從江戶調職到町立上田尋常高等小学校（現上田市立清明小学校）任職的小學校長。1898年（明治31年），任職的小學發生火災，因火災把明治天皇的肖像一起燒毁了，而認為自己有責任，後切腹自盡。
隨母親回娘家福岛县安積郡桑野村渡過童年。其曾外祖父中條政恒（幕末時代的武士）在開拓安積原野時把久米正雄帶在身旁。

## 事蹟
1915年（大正4年），與芥川龙之介拜夏目漱石為師，亦得到其重視。

## 作品
- 《父亲之死》（父の死）
- 《萤草》（蛍草）
- 《破船》（破船）
- 《考生手记》（受験生の手記）
- 《魔术师》（手品師）
- 《银币》（銀貨）
- 《日环食（日语：金環蝕 (久米正雄の小説)）》